# جورجیا سالپا
جورجیا سالپا (به انگلیسی: Georgia Salpa) (زاده ۱۴ مه ۱۹۸۵ در آتن، یونان) و یک مدل ایرلندی است.

## سال‌های اولیه
جورجیا پنا از پدری ایرلندی و مادری یونانی در شهر آتن به دنیا آمد. هنگامی که ۵ ساله بود به همراه خانواده به شهر دوبلین مهاجرت کرد.
وی در مارس ۲۰۱۴ با میلیونر بریتانیایی جو پنا نامزد و سپس در مه ۲۰۱۵ در پورتوفینو ایتالیا ازدواج کرد.